# Indigofera elandsbergensis
Indigofera elandsbergensis là một loài thực vật có hoa trong họ Đậu. Loài này được Phillipson miêu tả khoa học đầu tiên.